# فرودگاه خلیج جرویس
فرودگاه خلیج جرویس (به انگلیسی: Jervis Bay Airport) یک فرودگاه نظامی و همگانی است که یک باند فرود آسفالت دارد و طول باند آن ۱۴۶۳ متر است. این فرودگاه در کشور استرالیا قرار دارد و در ارتفاع ۶۶ متری از سطح دریا واقع شده‌است.